# Ulrich Zwingli
Ulrich Zwingli, tudi Huldrych Zwingli, lat. Ulricus Zuinglius (1. januar 1484 – 11. oktober 1531), švicarski teolog in verski reformator.
Študiral je na Dunaju in v Baslu, leta 1519 pa postal pastor v Zürichu, kjer je začel pridigati svoje ideje o reformi katoliške cerkve. Nasprotoval je postu, korupciji v cerkveni hierarhiji in uporabi svetih podob ter podpiral poroko duhovnikov. Uvedel je novo obliko bogoslužja namesto katoliške maše in preganjal anabaptiste. Leta 1529 se je v Marburgu sestal z Martinom Luthrom in se z njim sporazumel o večini doktrin protestantizma. Reformacijo je razširil tudi v druge predele Švicarske konfederacije, vendar so se nekateri kantoni uprli in ohranili katolištvo. Leta 1531 je med protestantskimi in katoliškimi kantoni prišlo do spopada, v katerem je bil Zwingli ubit. Njegova dediščina znotraj reformirane cerkve živi še danes.

## Zgodovinsko ozadje
V času Ulricha Zwinglija je bila Švicarska konfederacija sestavljena iz trinajstih kantonov, ki za razliko od današnje Švice niso imeli skupne osrednje oblasti, pač pa so bili skoraj popolnoma samostojni. Vsak kanton je lahko samostojno sklepal politična zavezništva znotraj in zunaj konfederacije ter odločal o svoji verski pripadnosti. Poleg Svetega rimskega cesarstva, katerega del je vsaj formalno bila, so na politično dogajanje v Švicarski konfederaciji vplivale tudi druge sosednje države, zlasti Francija, pa tudi Milanska in Savojska kneževina ter Papeška država. Mnogi Švicarji so se kot najemniški vojaki bojevali za katero izmed teh držav, čeprav so nekateri vplivni verski voditelji temu nasprotovali. V takšnem ozračju se je postopoma začela krepiti švicarska narodna zavest, ki je presegala meje posameznih kantonov, prav tako pa je naraščal pomen renesančne oziroma humanistične miselnosti, ki je pomembno vplivala na Zwinglija.

## Življenje
Ulrich Zwingli je bil rojen 1. januarja 1484 v Wildhausu v današnjem kantonu St. Gallen. V starosti deset let ga je oče poslal v šolo v Basel. Po treh letih v Baslu je za krajši čas nadaljeval z učenjem latinščine v Bernu, leta 1498 pa se je vpisal na univerzo na Dunaju, kjer je študiral do leta 1502. Nato se je vrnil v Švico in študiral na univerzi v Baslu, kjer je leta 1506 dokončal študij teologije. Kot pastor je deloval najprej v Glarusu, v času vojne med Francijo in Papeško državo, v kateri so se švicarski najemniki borili na obeh straneh. Zaradi napetih političnih razmer se je Zwingli umaknil v Einsiedeln v kantonu Schwyz, kjer je preučeval dela humanista Erazma Rotterdamskega, hkrati pa je najemniško služenje obsodil kot nemoralno.
Leta 1519 je bilo Zwingliju dodeljeno mesto glavnega duhovnika v Grossmünstru v Zürichu, kjer je zbolel za kugo, a preživel. V svojih pridigah je postopoma razkril svoja teološka stališča, ki so se v marsičem razlikovala od dotedanje uradne cerkvene doktrine. Na prvi resnejši odpor je naletel šele leta 1522, ko je javno kršil zapovedani post pred veliko nočjo, zaradi poziva k ukinitvi celibata za duhovnike pa se je moral zagovarjati pred obtožbo herezije. V svojih idejah se je Zwingli skliceval na Biblijo, hkrati pa cerkveno oblast obtoževal korupcije. Leta 1523 se je soočil s svojimi nasprotniki na dveh javnih teoloških diskusijah.
Leta 1524 je Zwingli predlagal ukinitev maše in odstranitev svetih podob iz cerkva. Kljub nasprotovanju nadškofije je mestni svet njegove predloge potrdil. Na njegov predlog je mesto tudi zaseglo premoženje samostanov in ga spremenilo v sklad za pomoč revnim. Leta 1525 je prišlo do spora med Zwinglijem in anabaptisti, radikalnimi reformatorji, ki so nasprotovali krščevanju otrok. Mestni svet se je postavil na Zwinglijevo stran in leta 1527 so bili štirje anabaptistični voditelji usmrčeni, preostali pa so pobegnili iz Züricha.
Ideje reformacije so se hitro razširile po Švicarski konfederaciji, kantoni Lucerne, Uri, Schwyz, Unterwalden in Zug pa so se povezali v zvezo, ki je reformaciji nasprotovala. Čeprav je zbor odposlancev vseh švicarskih kantonov obsodil Zwinglijeve ideje, je temu vendarle uspelo pridobiti na svojo stran Bern. Leta 1529 so nasprotja med obema zavezništvoma kantonov skoraj pripeljala do vojne, ki pa jo je Zwingli v zadnjem trenutku preprečil. Istega leta se je v Marburgu sestal z Martinom Luthrom, s katerim sta se uskladila glede večine teoloških vprašanj reformirane cerkve, le o prisotnosti Kristusa v kruhu in vinu pri zadnji večerji se nista mogla sporazumeti. Zwingli je namreč trdil, da je Kristusove besede treba razumeti metaforično, Luther pa je vztrajal pri njihovem dobesednem pomenu.
Nasprotja med protestantskimi in katoliškimi kantoni pa so se še naprej stopnjevala, saj je zveza petih kantonov odrekala reformatorjem pravico do pridiganja na njihovem ozemlju, s čimer je po mnenju protestantske strani kršila mirovni sporazum iz leta 1529. Zwinglijevo zavezništvo je zato maja 1531 proti njim uvedlo gospodarsko blokado, ki pa ni imela učinka. Oktobra istega leta je zveza petih kantonov nepričakovano napovedala vojno Zürichu. 11. oktobra 1531 sta se vojski spopadli pri Kappelu, bitka pa se je končala z zmago petih katoliških kantonov. Med 500 padlimi vojaki na protestantski strani je bil tudi Ulrich Zwingli.

## Teologija
Zwingli je kot edini temelj teologije priznaval Biblijo, ki jo je interpretiral v skladu s svojo racionalistično humanistično filozofijo. Zavračal je čaščenje svetnikov, dvomil je v obstoj peklenskega ognja in v moč izobčenja. Nasprotoval je trditvi, da so nekrščeni otroci prekleti, čeprav je hkrati zavračal ideje anabaptistov. Uvedel je novo definicijo zakramenta, nasprotoval postu, celibatu in dajanju odpustkov ter zavračal trditev, da je dajanje desetine sveta dolžnost. Ostro je napadal korupcijo v cerkveni hierarhiji in med drugim trdil, da za razlago Biblije ni potrebna potrditev Cerkve, saj je Kristus s svojo besedo edini posrednik med Bogom in vernikom. Na Zwinglijeva teološka in filozofska stališča je pomembno vplival Erazem Rotterdamski, kasneje pa tudi Martin Luther, čeprav se z njim ni mogel sporazumeti o vprašanju evharistije.

## Glasba
Zwingli je užival v glasbi kajti igral je več inštrumentov vključno z violino, harfo, flavto, dulcimer in lovski rog. Rad je zabaval otroke svoje kongregacije. Do danes so se ohranile tri njegove hvalnice in sicer: Pestlied, prilagoditev Psalmov in Kappeler Lied, ki naj bi bila sestavljena med kampanjo prve Kappelove vojne. Te pesmi naj ne bi peli med izvajanjem bogoslužja in niso označene kot hvalnice reformacije, čeprav so bile objavljene v nekaterih pesmaricah iz 16. stoletja. 
Zwingli je kritiziral prakso duhovniških skandinavskih in samostanovskih zborov. Kritika izvira iz leta 1523, ko je napadel določene častilne prakse. Njegovi argumenti so podrobno opisani v sklepih iz leta 1525, v katerih govori o glasbenih praksah v rubriki 'molitve'. Glasbo je povezal s podobami oblačil, ki so preusmerjale pozornost ljudi iz pravega duhovnega čaščenja. Ni znano, kaj je mislil o glasbenih praksah v zgodnjih luteranskih cerkvah. Zwingli je v cerkvi izločil instrumentalno glasbo iz čaščenja. Locher pravi, da »je Zwigli prosto dovolil zborovsko petje«. Poleg tega se zdi, da si je prizadeval za živahno glasbo.
Današnji Musikabteilung (dobesedno 'glasbeni oddelek'), ki se nahaja v zboru Predigernske cerkve v Zürichu, je bil ustanovljen leta 1971 in tvori znanstveno glasbeno zbirko evropskega pomena. Repertoar se giblje od zgodnje 16. stoletja duhovne glasbe Huldrih Zwingija do glasbe poznega 20. stoletja, objavljen pod oznako Musik aus der Zentralbibliothek Zürich.

## Zapuščina
Zwingli je bil humanist in učenec z veliko predanimi prijatelji. Njegov ugled izhaja iz humanističnega pristopa njegovih spisov. Bolj se je zavedal družbenih obveznosti kot Luther in resnično je verjel, da bi množice sprejele vlado, ki jo vodi Božja beseda. Neutrudno je spodbujal pomoč revnim, za katere je menil, da jih mora oskrbeti resnično krščanska skupnost. Decembra 1531 je Zürichski svet izbral Heinricha Bullingerja kot naslednika. Takoj je odstranil morebitne dvome o Zwiglijevem ortodoksu in ga zagovarjal kot preroka in mučenika. Spopadel je z reformiranimi mesti. Zwingli je uvedel temeljne reforme, Bullinger pa jih je utrdil in izboljšal. Učiteljem je bilo težko oceniti vpliv Zwinglija na zgodovino iz več razlogov. Ni soglasja o opredelitvi zwinglijanstva; z vsako opredelitvijo se je zwinglijanstvo razvilo pod njegovim naslednikom Heinrichom Bullingerjem. Bullinger je sprejel večino Zwinglijevih doktrin. Medtem je Calvin prevzel reformo v Ženevi. Leta 1549 so Bullinger in Calvin uspeli premagati razlike v doktrini in izdelali Consensus Tigurinus. Izjavili so, da evharistija ni bila le simbolični obrok, temveč so zavrnili tudi luteranski položaj, da je telo in Kristusova kri v povezavi z elementi. S tem približevanjem je Calvin ustanovil svojo vlogo v švicarskih reformiranih cerkvah in sčasoma v širšem svetu.

## Dela
Dela, prevedena v slovenščino:
- Artikuli ali zaključki : 67 tez za prvi Züriški disput (dstopno na: https://plus.si.cobiss.net/opac7/bib/30552674) Ostala dela:
- (1519/20) "Invazivna pesem")
- (1522)''' "Svobodna izbira hrane"
- (1522) "Svečana spodbuda"